# Hauptenia jacula
Hauptenia jacula (лат.) — вид цикадовых рода Hauptenia из семейства Derbidae (Fulgoromorpha).

## Распространение
Вид встречается в Юго-Восточной Азии: Китай (Гуанси, Гуйчжоу, Хайнань, Тайвань).

## Описание
Мелкие цикадовые полужесткокрылые насекомые (около 5 мм). Общий цвет желтый. Переднее крыло бледно-коричневое, заднее — грязно-белое. Переднее крыло длиннее самой широкой части ~ 2,7: 1, RA с двумя терминалями, MP с четырьмя секторами. Заднее крыло с CuA с тремя терминалями. Гоностили с апикальным краем косо усеченным, дорсокаудальный угол не образован; каждая внутренняя нижняя поверхность с крючком субапикально, направленным базально. Эндосома эдеагуса с пятью отростками, две доли из четырех превращены в отростки.  Голова с глазами заметно более узкая, чем переднеспинка; вертекс трапециевидный, в основании немного шире, чем на вершине, слегка выступает перед глазами. Лоб без срединного киля. Антенны короткие, субантеннальный отросток хорошо развит. Переднее крыло длиннее самой широкой части (примерно в три раза), RA с одной или двумя вершинами.